# Domeniko Karković
Domeniko Karković (Hvar, 1859. - ?), hrvatski graditelj. 

## Životopis
Rodio se na Hvaru. U Beču je 1899. završio Tehnički fakultet. Predavao je na državnoj srednjoj tehničkoj školi u Sarajevu od 1898. do 1899. godine. Projektirao je 1910. baždarski ured u Mostaru te 1911. godine 1911. neke objekte u Tvornici duhana.